# 久留米市警察
久留米市警察（くるめしけいさつ）は、かつて存在した福岡県久留米市の自治体警察である。なお、管理・運営を行った久留米市公安委員会についても述べる。

## 概要
従来の福岡県警察部が解体され、1948年（昭和23年）3月7日に総務課・公安課・捜査課と署長1名、警部2名、警部補12名、巡査部長21名、巡査124名、これに一般職員30名を加えた計190名からなる久留米市警察署が設置された。1949年（昭和24年）1月29日、久留米市議会の決議で、県有財産だった警察署と署長官舎、職員住宅（旭町）、備品を無償で受け取った。1950年（昭和25年）元日に組織を拡大し、2月8日には警察吏員への拳銃貸与を始めた。
1951年（昭和26年）には、久留米市に合併した山川村、合川村、上津荒木村、高良内村の所轄を国家地方警察福岡県本部三井地区警察署から引き継ぎ、1952年（昭和27年）時点で警察吏員176人とその他職員20人からなる組織となった。しかし、1954年（昭和29年）7月1日に新警察法が施行されたことに伴い、新たに都道府県警察として福岡県警察本部が発足。久留米市警察も福岡県警察に統合され、姿を消した。

## 組織
1950年1月時点
- 総務課
  - 庶務係、会計係
- 警備交通課
  - 警備係、交通係
- 捜査課
  - 庶務係、強力犯係、智能犯係
- 青少年防犯課
  - 青少年係、防犯係
- 経済保安課
  - 経済係、保安係
- 警ら課
- 派出所・駐在所

## 警察署

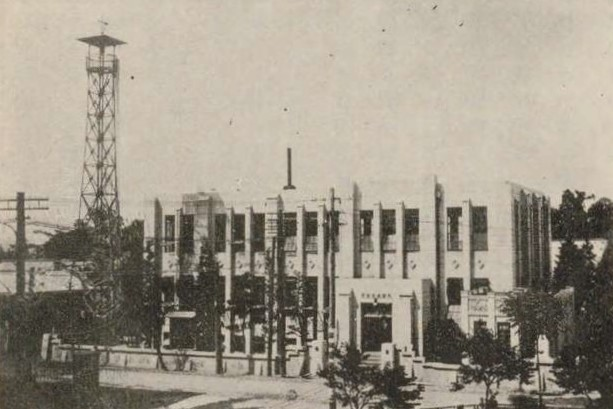
久留米市警察が設置された当時の久留米警察署庁舎。

### 警察署
1925年（大正14年）9月26日に建てられた久留米警察署（久留米市両替町71番地）に置かれた。久留米市警察廃止後も福岡県警察に引き継がれ、1993年（平成5年）11月29日に現在の庁舎に新築されるまで使われていた。

### 派出所
- 御井町、瀬ノ下、日吉町、花畑、篠山、停車場、荘島、本町北、本町南、通町、東町、西町、櫛原、西鉄久留米駅前[7]

### 駐在所
- 野中、国分、御井町、梅満、津福、小森野町
- 上津町、合川町、山川町（1951年4月1日に三井地区警察署から移管）
- 高良内町（1951年6月1日に三井地区警察署から移管）

## 官舎
福岡県警察部から、久留米警察署署長官舎と厚生住宅25棟、巡査部長派出所住宅1棟、駐在所住宅7棟を継承した。

## 装備
車両として、乗用車とトラック各1両、自転車14両が配分された。拳銃は、160人の定員に対し30丁が貸与された。

## 主な事件・災害
競輪騒擾
1950年2月6日、久留米競輪場のレースで八百長が発覚し観客が騒いだため、警察吏員107人が出動した。
反税闘争
1950年2月22・23日に日本共産党筑後地区委員会と日本農民組合（現・全日本農民組合連合会）三井支部が久留米税務署で開催した、「更正決定返上人民大会」が税務署との交渉決裂で終わったことで参加者が暴徒化したため、警察吏員207人が出動し12人を検挙した。
平和の声事件・労働者事件
1951年2月4日、前年に無期限発禁処分となった日本共産党の機関紙『アカハタ』の後継紙である『平和の声』を配布しようとしたとして、2月4日に関係者を一斉捜索し同誌を押収した上で5人を検挙した。5月24日にも再び後継の機関紙を配布しようとしたとして関係者の捜索と逮捕状の執行を行い、1名を検挙したが1名の逃亡を許した。
朝鮮人デモ事件
1952年、浮羽地区警察署管内で発生した集団暴行事件の被疑者を久留米拘置所に留置していたところ、被疑者を奪還しようと「朝鮮人」約130人が5月21日と6月7日の2回にわたり凶器を携え押しかけたため、国家地方警察の応援でデモ隊を解散させた。
五・三〇記念反戦デモ事件
1952年5月30日、日本共産党筑後地区委員会が主催した夜間デモで、デモ隊の1人が新聞記者のカメラを強奪したため、被疑者1名を検挙した。
西日本水害
1953年6月26日午前5時に非常招集を発令し、避難誘導と警戒、救助活動を行った。小森野橋では、濁流の中消防団と流木除去中の巡査5人が流されたが、筑後川鉄橋で1名、豆津橋で1名が救出され、残りの3名も3km下流の天建寺橋で救出された。また、大牟田市警察（署長以下25人、舟艇1隻、伝馬船2隻）と三山地区警察署（署長以下3人、パトカー1台）、八女地区警察署（20人）からも応援があった。

## 久留米市公安委員会
久留米市公安委員会は行政管理と運営管理の権限を持ち、久留米市警察を管轄する委員会として、久留米市議会の承認の上で久留米市長が任命した。任期は3年（委員）、定員は3名（委員長1名、委員2名）で、就任時には市長の前で宣誓を行った。1948年3月10日時点で3名が任命され、1954年までに下記の4名が任命された。
委員長
倉田泰蔵（選任当時62歳、日華護謨工業（現・ムーンスター）社長）。1947年12月19日選任。1949年3月22日再任。1952年3月21日再々任。
委員
山下善助（選任当時55歳、『西日本新聞』論説委員、後に久留米市長）。1947年12月19日選任。1951年3月6日任期満了で退任。
石橋進一（選任当時44歳、のちに日本ゴム（現・アサヒシューズ）副社長）。1947年12月19日選任。1949年8月29日辞任。
本村恒次郎（のちに久留米商工会議所会頭）。石橋進一の辞任に伴い、1949年10月14日選任。1950年3月14日再任。